# Delphinium angustirhombicum
Delphinium angustirhombicum är en ranunkelväxtart som beskrevs av Wen Tsai Wang. Delphinium angustirhombicum ingår i släktet storriddarsporrar, och familjen ranunkelväxter. Inga underarter finns listade i Catalogue of Life.